# Cronologia da descolonização de África
Esta lista é uma cronologia da descolonização da África.

## Cronologia

Períodos das independências dos países africanos

| Bandeira | Colônia                        | Data            | Ano  | Metrópole           | Observações |
| -------- | ------------------------------ | --------------- | ---- | ------------------- | --- |
|          | Libéria                        | 26 de Julho     | 1847 | Estados Unidos      | |
|          | África do Sul                  | 31 de Maio      | 1910 | Reino Unido         | Originalmente União Sul-Africana que só se tornaria efetivamente independente do Reino Unido em 11 de dezembro de 1931 com o Estatuto de Westminster.                                       |
|          | Egito                          | 28 de Fevereiro | 1922 | Reino Unido         | |
|          | Etiópia                        | 05 de Maio      | 1941 | Itália              | Originalmente uma nação independente, foi invadida pela Itália em 02 de Outubro de 1935, e formalmente anexada à Itália em 09 de Maio de 1936, tendo o domínio italiano perdurado até 1941. |
|          | Líbia                          | 24 de Dezembro  | 1947 | Itália              | |
|          | Sudão                          | 1 de Janeiro    | 1956 | Reino Unido – Egito | |
|          | Marrocos                       | 2 de Março      | 1956 | França              | |
|          | Tunísia                        | 20 de Março     | 1956 | França              | |
|          | Gana                           | 6 de Março      | 1957 | Reino Unido         | |
|          | Guiné                          | 2 de Outubro    | 1958 | França              | |
|          | Camarões                       | 1 de Janeiro    | 1960 | França              | |
|          | Togo                           | 27 de Abril     | 1960 | França              | |
|          | Senegal                        | 20 de Junho     | 1960 | França              | Autônoma na forma de Federação do Mali desde 1959 |
|          | Madagascar                     | 26 de Junho     | 1960 | França              | |
|          | Somalilândia Britânica         | 26 de Junho     | 1960 | Reino Unido         | Fundiu-se com a Somália Italiana formando a Somália |
|          | República Democrática do Congo | 30 de Junho     | 1960 | Bélgica             | Chamou-se Zaire de 1971 a 1997 |
|          | Somália Italiana               | 1 de Julho      | 1960 | Itália              | Fundiu-se com a Somalilândia Britânica formando a Somália |
|          | Benim                          | 1 de Agosto     | 1960 | França              | Semiautônoma desde 1958 com o nome de Daomé |
|          | Níger                          | 3 de Agosto     | 1960 | França              | Semiautônoma desde 1958 |
|          | Burkina Faso                   | 5 de Agosto     | 1960 | França              | Semiautônoma desde 1958 com o nome de Alto Volta |
|          | Costa do Marfim                | 7 de Agosto     | 1960 | França              | Semiautônoma desde 1958 com o nome de Côte d’Ivoire |
|          | Chade                          | 11 de Agosto    | 1960 | França              | |
|          | Congo                          | 15 de Agosto    | 1960 | França              | Semiautônoma desde 1958 com o nome de República do Congo |
|          | Gabão                          | 17 de Agosto    | 1960 | França              | Semiautônoma desde 1958 |
|          | Mali                           | 22 de Setembro  | 1960 | França              | Autônoma desde 1959 na forma de Federação do Mali |
|          | Nigéria                        | 1 de Outubro    | 1960 | Reino Unido         | |
|          | Mauritânia                     | 28 de Novembro  | 1960 | França              | |
|          | Serra Leoa                     | 27 de Abril     | 1961 | Reino Unido         | |
|          | Tanganica                      | 9 de Dezembro   | 1961 | Reino Unido         | Fundiu-se com o Zanzibar em 1964, dando origem à atual Tanzânia. |
|          | Burundi                        | 1 de Julho      | 1962 | Bélgica             | |
|          | Ruanda                         | 1 de Julho      | 1962 | Bélgica             | |
|          | Argélia                        | 5 de julho      | 1962 | França              | |
|          | Uganda                         | 9 de Outubro    | 1962 | Reino Unido         | |
|          | Zanzibar                       | 19 de Dezembro  | 1963 | Reino Unido         | Uniu-se com o Tanganica em 26 de abril de 1964, dando origem à Tanzânia. |
|          | Malauí                         | 6 de Julho      | 1964 | Reino Unido         | |
|          | Zâmbia                         | 24 de outubro   | 1964 | Reino Unido         | |
|          | Gâmbia                         | 18 de Fevereiro | 1965 | Reino Unido         | |
|          | Rodésia                        | 11 de Novembro  | 1965 | Reino Unido         | Independência reconhecida internacionalmente em 17 de Abril de 1980 Atual Zimbábue |
|          | Botsuana                       | 30 de Setembro  | 1966 | Reino Unido         | |
|          | Lesotho                        | 4 de Outubro    | 1966 | Reino Unido         | |
|          | Maurícia                       | 12 de Março     | 1968 | Reino Unido         | |
|          | Essuatíni                      | 6 de Setembro   | 1968 | Reino Unido         | |
|          | Guiné Equatorial               | 12 de Outubro   | 1968 | Espanha             | |
|          | Guiné-Bissau                   | 10 de Setembro  | 1974 | Portugal            | Independencia reconhecida internacionalmente, menos por Portugal que a reconheceu em 10 de setembro de 1974 após a Revolução dos Cravos                                                     |
|          | Comores                        | 6 de Julho      | 1975 | França              | Politicamente autónoma desde 1961 A ilha de Mayotte continua sob soberania francesa |
|          | Moçambique                     | 25 de Junho     | 1975 | Portugal            | |
|          | Cabo Verde                     | 5 de Julho      | 1975 | Portugal            | |
|          | São Tomé e Príncipe            | 12 de Julho     | 1975 | Portugal            | |
|          | Angola                         | 11 de Novembro  | 1975 | Portugal            | |
|          | Seychelles                     | 29 de Junho     | 1976 | Reino Unido         | |
|          | Djibouti                       | 27 de Junho     | 1977 | França              | |
|          | Namíbia                        | 21 de Março     | 1990 | África do Sul       | |
|          | Eritreia                       | 24 de Maio      | 1993 | Etiópia             | |
|          | Sudão do Sul                   | 09 de Julho     | 2011 | Sudão               | Referendo sobre a independência do Sudão do Sul em 2011 |